# Friedrich Zyro
Ferdinand Friedrich Zyro (* 19. Oktober 1802 in Thun; † 10. Mai 1874 in Rheinfelden; heimatberechtigt in Thun) war ein Schweizer reformierter Theologe und Hochschullehrer.

## Leben
Zyro studierte von ca. 1819 bis 1822 Philologie, danach Theologie an der Akademie Bern. 1825 wurde er in den bernischen Kirchendienst aufgenommen und wurde 1832 Pfarrer in Unterseen. An der Universität Bern lehrte er von 1835 bis 1844 als ordentlicher Professor praktische Theologie, Katechetik und Homiletik. Von 1844 bis 1855 war er Pfarrer an der Berner Nydeggkirche und im Anschluss bis 1860 Pfarrer in Kappelen.
Er verfasste Schriften zu unterschiedlichen Themenbereichen, mit dem besonderen Fokus auf das Kirchenleben. Überdies stand er mit Friedrich Fröbel und Wilhelm Dilthey in Briefkontakt. Das Manuskript seines berndeutschen Wörterbuchs dient der Redaktion des Schweizerischen Idiotikons als Quelle.
Ferdinand Zyro war viermal verheiratet. In letzter Ehe war er ab 1867 mit Nanny von Blumröder (* 1843), Tochter des Fürstlich Schwarzburg-Sondershäuser Regierungsrat Adolf August Friedrich Karl von Blumröder (1813–1881) und Enkelin von August Blumröder, verheiratet.

## Werke (Auswahl)
- Theologisch kirchliche Bedenken auf die dritte Jubelfeier der bernischen Reformation. Streng, Frankfurt 1828.
- Wissenschaftliche-praktische Beurtheilung des Selbstmords, als Lebenspiegel für unsere Zeit. Dalp, Bern 1837.
- Die evangelisch-reformirte Kirche und ihre Fortbildung im XIXten Jahrhundert, besonders im Kanton Bern. Jenni, Bern 1837.
- Die Sendschreiben des Apostels Paulus an die Galater, Efesier, Filipper, Kolosser und Thessalonicher. Sauerländer, Aarau 1860.
- Das Wesen und Verhältniss der religiösen und sittlichen Ideen im Lichte der Wissenschaft. Huber, Frauenfeld 1868.